# Europaspiele 2023/Teilnehmer (Finnland)
| Gelbes Symbol für Goldmedaillen mit stilisierten Olympischen Ringen | Graues Symbol für Silbermedaillen mit stilisierten Olympischen Ringen | Braundes Symbol für Bronzemedaillen mit stilisierten Olympischen Ringen |
| ------------------------------------------------------------------- | --------------------------------------------------------------------- | ----------------------------------------------------------------------- |
| 2                                                                   | 1                                                                     | 5                                                                       |

Finnland nahm mit 118 Athleten an den Europaspielen 2023 in Krakau teil.

## Medaillengewinner
| Name/n        | Sportart       | Wettkampf             |
| ------------- | -------------- | --------------------- |
| Gold          |                |                       |
| Wilma Murto   | Leichtathletik | Stabhochsprung Frauen |
| Bronze        |                |                       |
| Silja Kosonen | Leichtathletik | Hammerwurf Frauen     |

## Teilnehmer nach Sportarten

### Badminton
- Kalle Koljonen
- Nella Nyqvist

### Bogenschießen
- Ida-Lotta Lassila
- Satu Nisula
- Antti Tekoniemi

### Boxen
- Emma Jokiaho
- Pihla Kaivo-Oja
- Teresa Makinen
- Nikita Nystedt
- Vilma Vitanen

### Breaking
- At

### Fechten
- Akseli Heinamaa
- Outi Jaakkola
- Suvi-Maaria Lehtonen
- Johannes Paavolainen
- Anna Salminen
- Topias Tauriainen
- Anna Vuorinen
- Niko Vuorinen

### Kanu

#### Kanurennsport
- Jeremy Hakala
- Eetu Kolehmainen
- Joona Maentynen
- Netta Malinen

### Karate

#### Kumite
- Titta Keinänen

### Kickboxen
- Jaakko Haanpää
- Tatu Maunu
- Tino Shikongo
- Mira Sjövall

### Leichtathletik
| Wettbewerb  | Wettbewerb | Punkte | Punkte | Punkte | Punkte | Punkte | Punkte | Punkte     | Punkte    | Punkte    | Punkte      | Punkte           | Punkte      | Punkte    | Punkte     | Punkte     | Punkte         | Punkte     | Punkte     | Punkte     | Punkte | Rang |
| Wettbewerb  | Wettbewerb | 100 m  | 200 m  | 400 m  | 800 m  | 1500 m | 5000 m | 110 m Hü.* | 400 m Hü. | 4 × 100 m | 4 × 400 m** | 3000 m Hindernis | Kugelstoßen | Speerwurf | Hammerwurf | Diskuswurf | Stabhochsprung | Hochsprung | Dreisprung | Weitsprung | Gesamt | Rang |
| ----------- | ---------- | ------ | ------ | ------ | ------ | ------ | ------ | ---------- | --------- | --------- | ----------- | ---------------- | ----------- | --------- | ---------- | ---------- | -------------- | ---------- | ---------- | ---------- | ------ | ---- |
| 1. Division | Männer     | 6      | 9      | 4      | 3      | 6      | 7      | 10         | 7         | 0         | 1           | 7                | 2           | 9         | 12         | 4          | 8              | 8,5        | 10         | 11         | 282,5  | 11   |
| 1. Division | Frauen     | 6      | 1      | 5      | 13     | 3      | 10     | 13         | 13        | 0         | 1           | 2                | 11          | 13        | 15         | 9          | 16             | 7          | 12         | 9          | 282,5  | 11   |

* Die Frauen traten über 100 m Hürden, statt 110 m Hürden an.
** Die 4 × 400 m waren ein Mixed-Wettkampf.

#### Einzelresultate
| Wettbewerb       | Männer                                                    | Männer       | Männer | Männer      | Frauen                                                           | Frauen       | Frauen | Frauen      |
| Wettbewerb       | Athlet                                                    | Ergebnis     | Rang   | Rang Gesamt | Athletin                                                         | Ergebnis     | Rang   | Rang Gesamt |
| ---------------- | --------------------------------------------------------- | ------------ | ------ | ----------- | ---------------------------------------------------------------- | ------------ | ------ | ----------- |
| 100 m            | Samuli Samuelsson                                         | 10,38 s      | 11     | 16          | Lotta Kemppinen                                                  | 11,45 s      | 11     | 14          |
| 200 m            | Viljami Kaasalainen                                       | 21,17 s      | 08     | 19          | Aino Pulkkinen                                                   | 23,80 s      | 16     | 30          |
| 400 m            | Viljami Kaasalainen                                       | 46,88 s SB   | 13     | 24          | Mette Baas                                                       | 52,87 s      | 12     | 20          |
| 800 m            | Joonas Rinne                                              | 1:48,43 min  | 14     | 18          | Eveliina Määttänen                                               | 2:00,79 min  | 04     | 08          |
| 1500 m           | Santtu Heikkinen                                          | 3:41,72 min  | 11     | 12          | Nathalie Blomqvist                                               | 4:17,10 min  | 14     | 21          |
| 5000 m           | Eemil Helander                                            | 14:07,73 min | 10     | 17          | Camilla Richardsson                                              | 15:34,74 min | 07     | 11          |
| 110/100 m Hürden | Elmo Lakka                                                | 13,67 s      | 07     | 08          | Reetta Hurske                                                    | 13,09 s      | 04     | 08          |
| 400 m Hürden     | Tuomas Lehtonen                                           | 50,2 s PB    | 10     | 15          | Viivi Lehikoinen                                                 | 55,19 s      | 04     | 04          |
| 3000 m Hindernis | Topi Raitanen                                             | 8:39,93 min  | 10     | 10          | Nelli Nordlund                                                   | 10:22,34 min | 15     | 25          |
| 4 × 100 m        | Samuli Samuelsson Riku Illukka Roope Saarinen Santeri Örn | DSQ          | DSQ    | DSQ         | Anna Pursiainen Aino Pulkkinen Anniina Kortetmaa Lotta Kemppinen | DSQ          | DSQ    | DSQ         |
| Kugelstoßen      | Nico Oksanen                                              | 17,36 m      | 15     | 30          | Eveliina Rouvali                                                 | 17,08 m      | 06     | 08          |
| Speerwurf        | Taneli Juutinen                                           | 74,84 m      | 08     | 14          | Anni-Linnea Alanen                                               | 59,69 m PB   | 04     | 07          |
| Hammerwurf       | Aaron Kangas                                              | 72,39 m      | 05     | 09          | Silja Kosonen                                                    | 72,34 m      | 02     | Bronze      |
| Diskuswurf       | Antti Pränni                                              | 55,36 m      | 13     | 25          | Salla Sipponen                                                   | 52,88 m      | 08     | 15          |
| Stabhochsprung   | Juho Alasaari                                             | 5,45 m       | 09     | 09          | Wilma Murto                                                      | 4,71 m       | 01     | Gold        |
| Hochsprung       | Daniel Kosonen                                            | 2,13 m       | =8     | =14         | Ella Junnila                                                     | 1,80 m       | 10     | 19          |
| Dreisprung       | Aaro Davidila                                             | 16,04 m PB   | 07     | 09          | Kristiina Mäkelä                                                 | 13,68 m      | 05     | 07          |
| Weitsprung       | Kristian Pulli                                            | 7,70 m       | 06     | 11          | Jessica Kähärä                                                   | 6,34 m       | 08     | 13          |

| Wettbewerb | Mixed                                                           | Mixed          | Mixed | Mixed       |
| Wettbewerb | Athleten                                                        | Ergebnis       | Rang  | Rang Gesamt |
| ---------- | --------------------------------------------------------------- | -------------- | ----- | ----------- |
| 4 × 400 m  | Viljami Kaasalainen Viivi Lehikoinen Asseri Välimäki Mette Baas | 3:27,31 min SB | 16    | 31          |

Ersatz: Nina Chydenius, Tommi Holttinen, Jatta-Mari Jääskeläinen, Rami Kankaanpää, Tuomas Kaukolahti, Arttu Korkeasalo, Toni Kuusela,  Topias Laine, Elina Lampela, Oskari Lehtonen, Helena Leveelahti, Senja Mäkitörmä, Arttu Mattila, Gia Reinholm, Tuomas Seppänen, Krista Tervo, Heta Tuuri, Kasperi Vehmaa

### Moderner Fünfkampf
- Laura Salminen
- Tiitus Ämmälä

### Muay Thai
- Chonlathorn Mingsupphakun
- Miina Sirkeoja

### Padel
- Pyry Hyrkkönen / Saska Huttunen
- Saana Saarteinen / Ella Sillanpää

### Schießen
- Noora Antikainen
- Marjut Heinonen
- Emmi Hyrkäs
- Eetu Kallioinen
- Jukka Laakso
- Aleksi Leppä
- Satu Mäkelä-Nummela
- Eemil Pirttisalo
- Teemu Ruutana
- Tommi Takanen
- Timi Vallioniemi
- Mopsi Veromaa

### Skispringen
- Niko Kytösaho
- Eetu Nousiainen
- Vilho Palosaari
- Jenny Rautionaho
- Kasperi Valto

### Taekwondo
- Helmi Härkönen
- Ruqia Rahmani
- Niko Saarinen
- Ida Tammila
- Jenna Ylönen

### Tischtennis
- Alex Naumi
- Benedek Oláh

### Wasserspringen
- Lauren Hallaselkä